# Klepáčov

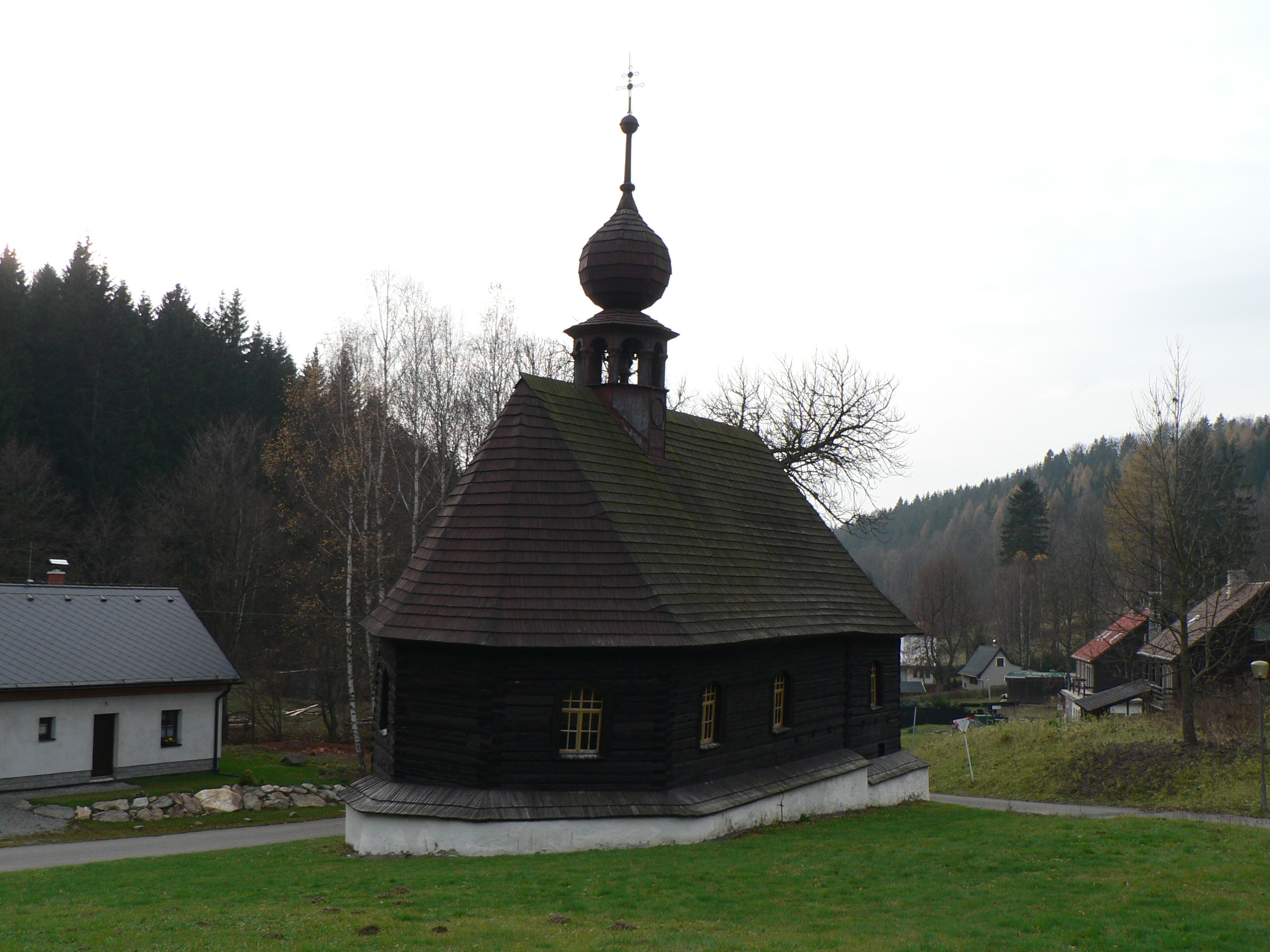
Kirche des hl. Johannes von Nepomuk

Klepáčov (deutsch Kleppel) ist ein Ortsteil der Gemeinde Sobotín in Tschechien. Sie liegt 14 Kilometer nordöstlich von Šumperk und gehört zum Okres Šumperk.

## Geographie
Das von Wäldern umgebene Dorf befindet sich im Südwesten des Altvatergebirges am Übergang zum Rabenseifener Bergland (Hraběšická vrchovina) am Oberlauf des Baches Klepáčovský potok.
Nördlich erheben sich der Havraní vrch (Rabenberg, 777 m), Klepáčovský vrch (Freiheitsberg, 837 m) und Suchý vrch (Dürreberg, 795 m), im Nordosten die Břidličná hora (Schieferhaide, 1358 m), östlich der Pec (Backofen, 1311 m), Pecny (Backofenstein, 1334 m), südlich die Závora (Röhrberg, 899 m) und Závada (Hemmberg, 870 m). Durch den Ort führt die Staatsstraße 11 von Sobotín über den Skřítek-Sattel nach Rýmařov.

## Geschichte
Das 1594 erstmals urkundlich erwähnte Dorf entstand als Ansiedlung von Holzfällern und Bergleuten. Seine Bewohner waren von Frondiensten gegenüber der Herrschaft Groß Ullersdorf befreit und lieferten Holz und Eisenerz an die Zöptauer Eisenhütte. Als erster Freirichter von Kleppel ist Andreas Trescher überliefert. Nach der Abtrennung der Herrschaft Wiesenberg wurde Kleppel dieser untertänig. 1677 bestand Kleppel aus 35 Anwesen. Besitzer des Ortes waren die Herren von Zierotin und ab 1770 das Kloster Velehrad. Im Jahre 1783 erfolgte mit Unterstützung des Klosters, das das Bauholz überließ, die Errichtung der Kirche. 1791 entstand eine Mühle. Im Jahre 1834 bestand Kleppel aus 59 Häusern und hatte 407 Einwohner. Zwischen 1839 und 1842 entstand die über den Fichtlingsattel führende Kaiserstraße von Mährisch Schönberg nach Römerstadt und auf dem Sattel entstand die Ausspanne „Zum Berggeist“.
Nach der Aufhebung der Patrimonialherrschaften bildete Kleppel/ Klepl ab 1850 eine Gemeinde im Bezirk Mährisch Schönberg und Gerichtsbezirk Wiesenberg. Der heutige Name Klepáčov entstand 1872 als tschechische Ableitung von der deutschen Bezeichnung Kleppel. 1881 wurde in Kleppel eine meteorologische Station eingerichtet. 1890 lebten in Kleppel 351 Menschen in 70 Häusern. 1896 erwarb die Sektion Mährisch Schönberg des Mährisch-Schlesischen Sudetengebirgsvereins den am südlichen Ende des Altvaterhauptkammes gelegenen „Berggeist“ auf und baute ihn im Zuge der touristischen Erschließung des Gebirges zu einer Touristenstation aus. Um 1900 entstanden Pläne zur Errichtung einer Zahnradbahn über den Sattel. Das durch den Bau von drei Tunneln kostenintensive Projekt wurde 1921 nach dem Aufkommen des Automobilverkehrs fallen gelassen. Stattdessen erfolgte durch das Unternehmen Gebr. Klein aus Zöptau in fünfjährige Bauzeit der Ausbau der alten Kaiserstraße für den Autoverkehr. Der seit der Mitte des 19. Jahrhunderts begonnene Bevölkerungsrückgang setzte sich fort und 1930 lebten in den 60 Wohnhäusern des Dorfes nur noch 256 Einwohner.
Nach dem Münchner Abkommen wurde die Gemeinde 1938 dem Deutschen Reich angeschlossen und gehörte bis 1945 zum Landkreis Mährisch Schönberg. 1939 hatte Kleppel 213 Einwohner. Im Mai 1945 brannte beim Einmarsch der Roten Armee der „Berggeist“ nieder. Nach dem Zweiten Weltkrieg erfolgte die Vertreibung der deutschen Bewohner.
1950 waren in Klepáčov, das 1949 nach Rudoltice eingemeindet worden war, nur noch 38 Häuser bewohnt und der Ort hatte 54 Einwohner. Nachfolgend erfolgte der Abriss zahlreicher Wohnhäuser und an ihrer Stelle wurden Erholungsobjekte errichtet. Mit Beginn des Jahres 1961 wurde Klepáčov zusammen mit Rudoltice nach Sobotin eingemeindet. 1966 erfolgte der Wiederaufbau der Baude Skřítek (Berggeist). 1973 errichtete die Česká pojišťovna neben der Kirche einen aus vier Gebäuden bestehenden Hotelkomplex. Die staatliche Versicherungsgesellschaft erwarb auch die verfallene Holzkirche und begann ab 1983 zusammen mit dem Bezirksheimatmuseum Šumperk mit der Wiederherstellung des Baudenkmales. 1991 wurde nur noch ein Haus zu Wohnzwecken genutzt und Klepáčov hatte drei ständige Einwohner. Im Jahre 1999 bestand der Ort aus zwei Wohnhäusern und 66 Ferienhäusern. Klepáčov ist heute ein Ferienort und Wintersportzentrum. Im Jahre 2001 bestand das Dorf aus 2 Wohnhäusern, in denen 6 Menschen lebten.

## Ortsgliederung
Zu Klepáčov gehören die Einschicht Skřítek (Berggeist) und die Fluren der erloschenen Ansiedlung Svobodín (Freiheitsberg).

## Sehenswürdigkeiten
- Kirche des Hl. Johannes von Nepomuk, der hölzerne Bau wurde 1783 nach einem Entwurf des Kleppeler Richters Anton Langer errichtet, zwischen 1983 und 1997 wurde die verfallene Kirche saniert
- Felsformationen Ztracené skály (Verlorene Steine), Ztracené kameny und Zelené kameny am Südhang des Pec, östlich des Dorfes
- Hochmoor Skřítek (Fichtling), südöstlich des Ortes auf dem gleichnamigen Sattel
- Motorest Skřítek, das Interieur des 1966 wiedererrichteten Gasthauses und die Skulptur des Berggeistes wurde vom Bildhauer Jiří Jílek aus Sobotín geschaffen

## Persönlichkeiten
- Otto Erich Wagner (1895–1979), österreichischer Kunstmaler und Gebrauchsgrafiker